# Diepold von Berg
Diepold Graf von Berg, auch: Theobald, (* um 1140; † 3. November 1190 in Akkon) war von 1172 bis 1190 der 30. Bischof von Passau.
Diepold von Berg stammt aus dem oberschwäbischen Grafengeschlecht der von Berg. Er wurde um das Jahr 1140 als Sohn von Graf Diepold II. von Berg-Schelklingen und Gisela von Andechs geboren. Sowohl sein älterer Bruder Heinrich als auch der jüngere Manegold spielten in der Geschichte des Bistums Passau eine wichtige Rolle. Sein dritter Bruder Otto II. von Berg war Bischof von Freising.
Diepold wurde am 10. Juni 1172 durch Bischof Heinrich I. von Gurk zum Priester geweiht. Am 23. November des Jahres wurde er auf Drängen des (bei der Zeremonie anwesenden) Kaisers Friedrich Barbarossa und unter Zustimmung von Papst Alexander III. neuer Bischof von Passau. Er trat damit die Nachfolge seines Bruders Heinrich an.
Im Jahr 1178 nahm er an der Provinzialsynode in Hohenau am Inn teil und reiste 1179 zum 3. Laterankonzil nach Rom.
Nachdem Passau 1181 von einem großen Stadtbrand heimgesucht worden war, bemühte sich Diepold energisch um den Wiederaufbau des Doms und der Residenz.
1182 übertrug Diepold die Einnahmen der Pfarreien St. Weihflorian und Tettenweis an das St. Ägidien-Spital in der Innstadt, gleichzeitig wurde die Pfarrei St. Severin mit dem für die Verwaltung der Passauer Innbrücke zuständigen „Innbruckamt“ formell dem St. Ägidien-Spital inkorporiert.
1189 begleitete er Kaiser Friedrich Barbarossa auf den erfolglosen Dritten Kreuzzug und starb schließlich – zusammen mit sechs Passauer Domherren – im November 1190 bei der Belagerung Akkons im Feldlager vor der Stadt an einer Seuche. Diepold wurde noch im Heiligen Land bestattet.